# Sant Fruitós de Guils del Cantó
Sant Fruitós de Guils del Cantó és una església barroca del poble de Guils del Cantó, en el municipi de Montferrer i Castellbò (Alt Urgell), protegida com a bé cultural d'interès local.

## Descripció
És una església d'una sola nau, molt ampla, de planta basilical i capçada amb capçalera plana orientada a nord-oest, tot i que presenta evidències d'haver experimentat un canvi d'orientació del seu altar major en algun moment indeterminat. La nau és coberta per quatre trams de volta de canó amb llunetes, que descansa sobre un fris motllurat i que sosté un llosat a doble vessant. Presenta dues capelles laterals que s'obren a la nau a través d'arcs de mig punt. La façana occidental presenta petites finestres quadrangulars obertes en alt. La porta d'accés, amb llinda, es troba a la façana meridional i presenta la data 1676, i a la façana nord hi ha un ull de bou circular. El conjunt, construït amb la pedra rogenca típica del país, presenta un campanar de torre de dos pisos, de secció quadrangular i coronat per un teulat piramidal de llosa, adossat a la façana meridional.

## Història
La parròquia de Guils del Canto és esmentat a l'acta de consagració de la catedral de la Seu d'Urgell de l'any 839. El primer esment de l'església data de l'any 901, en un testament que explica com el temple fou consagrat pel bisbe Nantigís d'Urgell, a precs del prevere Adeudat, que havia reconstruït i engrandit l'edifici antic, i construït de nou un campanar. L'església actual és una construcció moderna, del segle xvii. No queda cap prova del temple medieval.